# Бойове чергування
Бойове чергування (англ. Combat duty) — особливий вид чергування спеціально призначених сил та засобів Збройних Сил України, постійно готових до виконання завдань, що виникають раптово, своєчасного передавання наказів, команд, розпоряджень на приведення Збройних Сил України у вищі ступені бойової готовності, забезпечення керування ними під час підготовки та ведення бойових дій, оборони повітряного простору і захисту державного кордону від агресії.

## Мета бойового чергування
Українське законодавство визначає, що бойове чергування (бойова служба) встановлюється для своєчасного виявлення і відбиття раптового нападу на Україну або для захисту та безпеки України. ;
Бойове чергування є виконанням бойового завдання. Це чергування здійснюється черговими силами і засобами, призначеними від військових частин. До складу чергових сил і засобів включаються бойові обслуги, чергові зміни пунктів управління, сил і засобів бойового забезпечення та обслуговування. Для Військово-Морських Сил Збройних Сил України бойове чергування визнано найвищою формою підтримання бойової готовності сил у мирний час.

## Винагорода за бойове чергування
Для військовослужбовців у частинах і підрозділах ракетних військ, у частинах і підрозділах Повітряних Сил Збройних Сил, які несуть бойове чергування з протиповітряної оборони України, розвідувальних (спецпризначення) з'єднаннях, частинах і підрозділах, а також у підрозділах Державної прикордонної служби України, які входять за розрахунком до складу прикордонних нарядів, екіпажів, літаків, вертольотів, кораблів і катерів, що виконують завдання з охорони державного кордону, територіального моря та виключної (морської) економічної зони України за час бойового чергування (бойової служби) передбачений додатковий вид грошового забезпечення військовослужбовців, осіб рядового і начальницького складу — винагорода за бойове чергування (бойову службу), у розмірі до 20 % відсотків місячного посадового окладу за 13 тарифним розрядом.

## Відповідальність за порушення правил бойового чергування
Порушення правил несення бойового чергування є:
1. військовим злочином (ст. 420 ККУ), який карається позбавленням волі, якщо це спричинило тяжкі наслідки:
- у мирний час — на строк від трьох до восьми років;
- вчинене в умовах особливого періоду (крім воєнного стану) — на строк від п'яти до восьми років;
- вчинене в умовах воєнного стану або в бойовій обстановці — на строк від п'яти до десяти років;[2]

2. або військовим адміністративним правопорушенням (ст. 172-17 КУАП), що тягне за собою:
- у мирний час — накладення штрафу від сімдесяти до ста сорока п'яти неоподатковуваних мінімумів доходів громадян[6] або арешт з утриманням на гауптвахті на строк до семи діб;
- вчинені в умовах особливого періоду — накладення штрафу від ста сорока п'яти до двохсот вісімдесяти п'яти неоподатковуваних мінімумів доходів громадян або арешт з утриманням на гауптвахті на строк від семи до десяти діб.[3]